# Izów (stacja kolejowa)
Izów (ukr. Ізов, ros. Изов) – stacja kolejowa w pobliżu miejscowości Rokitnica, w rejonie włodzimierskim, w obwodzie wołyńskim, na Ukrainie. Nazwa pochodzi od pobliskiej wsi Izów.
Jest to ostatnia stacja w ruchu pasażerskim. W stronę Polski odbywa się tylko ruch towarowy.

## Historia
Stacja istniała przed II wojną światową.
20 września 1930 prezydent RP Ignacy Mościcki przymusowo wywłaszczył grunty, będące własnością Teresy Rulikowskiej, pod budowę bocznicy od stacji kolejowej Iżów do cukrowni w Strzyżowie. Przebiegająca przez Bug bocznica została w 1945 przedzielona granicą polsko-sowiecką i następnie zlikwidowana.